# История Кавказа
Кавказ был издревле населён людьми (Дманисийский гоминид), древнейших из которых относят к ашельской и олдувайской культурам (нижний палеолит).

## Доисторический Кавказ

### Кавказский палеолит
Стоянка Кермек на Таманском полуострове является древнейшей стоянкой не только в России, но и в Западной Азии за пределами Кавказа, где также имеются стоянки возрастом ок. 2 млн лет — в Грузии (Дманиси), Армении (Карахач, Мурадово), Дагестане (Айникаб, Мухкай, Гегалашур).
В эпоху среднего и верхнего палеолита (70-40 тыс. лет назад) на Кавказе жили неандертальцы (Ахштырская и Мезмайская пещеры) и представители вида человек разумный. При этом хронологическим водоразделом между ними является Вулканическая зима, которая наступила 40 тыс. лет назад и была вызвана мегаизвержением вулкана Казбек. Верхний палеолит представлен имеретинской культурой, обнаруживающей сходство с аналогичными культурами Курдистана.

### Кавказский мезолит
Мезолит на Кавказе представлен Триалетской мезолитической культурой. Все известные памятники этой эпохи представлены временными пещерными стоянками, где останавливались охотники, рыболовы и собиратели. Учёные отмечают "отставание Кавказа" от региона Ближнего Востока. В эту эпоху (15-14 тыс. лет назад) Каспийское и Чёрное моря соединялись проливом через Кумо-Манычскую впадину.

### Кавказский неолит
Произошедшая на Ближнем Востоке неолитическая революция распространилась и на территорию Кавказа посредством Шулавери-Шому, Лейлатепинской и Куро-аракской культуры (IV—III тыс. до н. э.). С этого момента на Кавказе приживается скотоводство и земледелие, производится керамика, появляются поселения из кирпичных домов.

### Кавказская бронза
Появление колесниц, курганных захоронений и металлических орудий связывают с носителями Майкопской и Триалетской культурами Бронзового века. Иногда эти изобретения связывают с деятельностью кочевых индоевропейских народов (через Культуру накольчатой жемчужной керамики), которые положили начало современным осетинам и армянам (миграция предков армян на территорию Армении проходила через Балканы), однако другие исследователи считают кавказскую бронзу периферией цивилизаций Ближнего Востока. В эту эпоху на западе Кавказа начинают возводиться дольмены.

## Древность
Горные области Центрального Кавказа, а также северные склоны предгорий Центрального
и частично Северо-Восточного Кавказа в конце II — начале I тысячелетия до н.э. заселяли племена Кобанской культуры, которую связывают с нахско-дагестанскими народами. Артефакты этой культуры свидетельствуют о том, что носители этой культуры имели на вооружении кинжалы и перемещались верхом на лошадях. Основу хозяйства составляло овцеводство.
Эпоха поздней бронзы на Северо-Западном Кавказе связывается с Прикубанской культурой XI-VII веков до н.э. на правобережье Кубани и Черноморском побережье Кавказа. В начале I тысячелетия до н.э. Северо-Западный Кавказ заняли киммерийцы, что было связно с  вторжением в степи Предкавказья скифов. Скифы, которые поселились  в северных районах Предкавказья, оказали существенное влияние на культуру кавказских племен.
Основным населением Северо-Западного Кавказа в VII-II веках до н.э. были меоты, синды и племена Черноморского побережья Кавказа (керкеты, зихи, гениохи).
Южный Кавказ входил в сферу влияния государства Урарту, которое возвело город Эребуни на территории современного Еревана (VIII в. до н. э.).

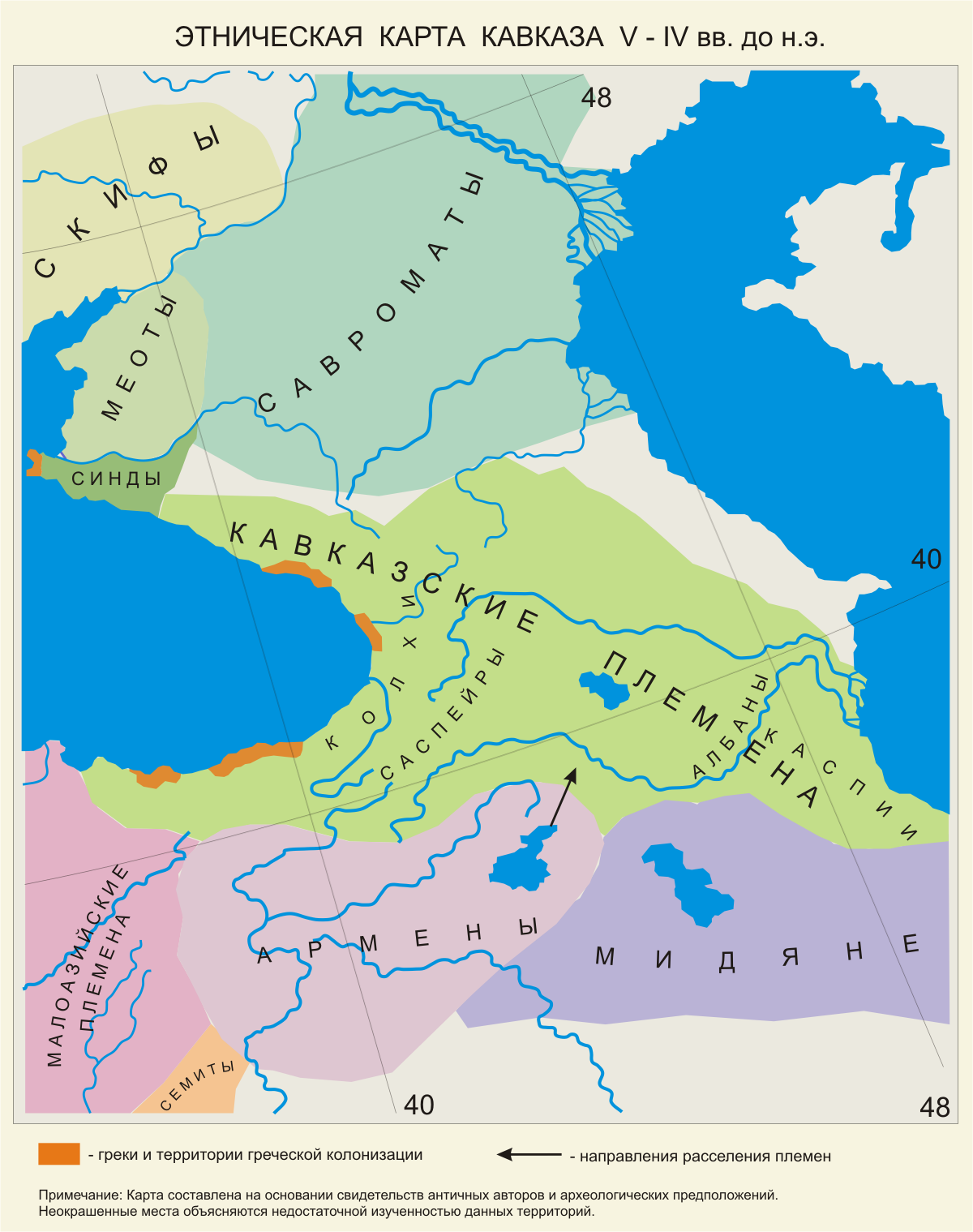

В I тыс. до н. э. Восточное Закавказье вошло в состав Державы Ахеменидов, на осколках которой появилась Великая Армения. К этому времени на периферии бывшей державы Ахеменидов сложились государства Колхида и Кавказская Албания. В V в. до н. э. был построен один из древнейших из ныне существующих городов Кавказа Мцхета.
История Северного Кавказа II в. до н.э. связана с вторжением сарматов, которые заняли степи Предкавказья и вытеснили оттуда скифов. Наибольшее влияние на народы Северного Кавказа оказало сарматское племя сираков. Во второй половине I в. до н.э. степи Прикубанья заняли кочевники-аланы, выходцы из сарматского аорского племенного объединения, которые вынудили меотов уйти в Закубанье. Аланы постепенно перешли к оседлому образу жизни и господствовали в Предкавказье вплоть до нашествия гуннов в IV веке н.э.
Появление христианства на Кавказе связано с деятельностью Григория Просветителя, благодаря которому Армения в 301 году приняла крещение. Также христианство распространилось в Грузию (миссия святой Нины) и Аланию.

## Средневековье

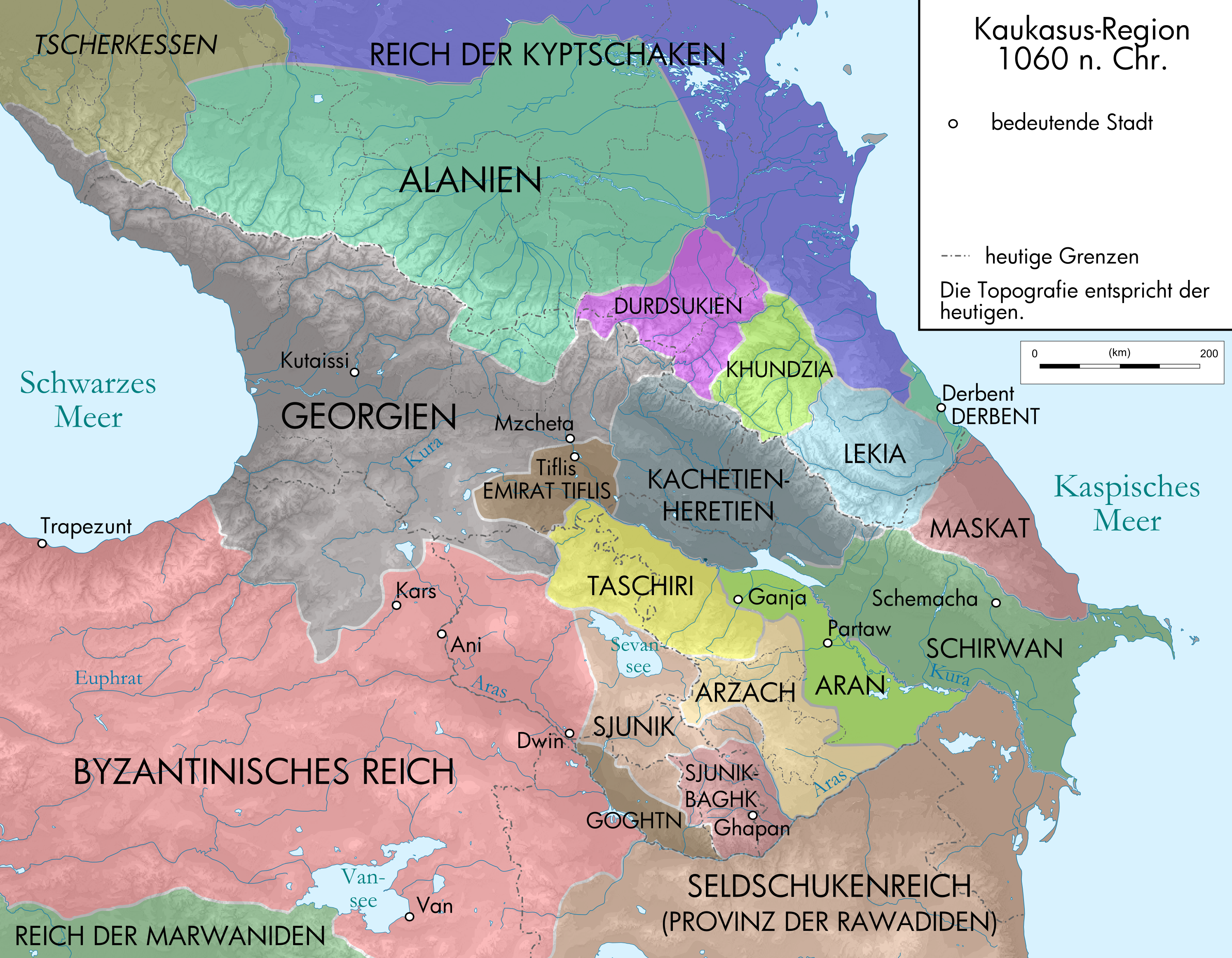
Кавказ в XI веке: Алания, Грузия, Кахетия, Дербент, Ширван, Сюник, Арцах, Арран

Начало Средневековья ознаменовалось Великим переселением народов, в результате которого на Кавказе закрепляется тюркский элемент. С миграциями гуннов-булгар связано появление балкарцев, а с хазарами и кипчаками — появление кумыков. В прикаспийском Дагестане возникают тюркские государства Барсилия, Хазарский каганат, Царство гуннов в Дагестане.
С экспансией Сасанидского Ирана связано исчезновение Кавказской Албании и появление Дербента.
С VII века на Кавказ начинает проникать ислам. Это связано с появлением Арабского халифата, который установил свою гегемонию на Ближнем Востоке, поглотив Иран и серьёзно потеснив Византию. В VIII веке на восточном Кавказе строится Кумухская джума-мечеть и Шемаханская мечеть, а в центральном создаётся Тбилисский эмират. В это же время оформляется провизантийское православное Абхазское царство (со столицей в Кутаиси) и иудейский Хазарский каганат. Кавказ превращается в арену арабо-хазарского противостояния.
В IX веке на северо-востоке современного Азербайджана появляется мусульманско-персидское Государство Ширваншахов со столицей в Шемахе. В XII веке в восточном Закавказье южнее Ширвана создаётся тюркское Государство Ильдегизидов, при дворе которого творил персоязычный поэт Низами Гянджеви.
В XI веке при грузинском царе Давиде Строителе мусульмане изгоняются из Тбилиси (1122 год), а Грузия (со столицей в Тбилиси) превращается в сильное региональное государство. Самый известный поэт того времени Шота Руставели, который написал Витязь в тигровой шкуре
В XIII веке Кавказ опустошили татаро-монголы. В результате этого нашествия Алания и Грузия приходят в упадок. В XIV веке через территорию Кавказа огнём и мечом прошли войска Тамерлана. В 1395 году татары Тохтамыша и узбеки Тамерлана сходятся в грандиозной битве на Тереке.
Появившаяся в южном Причерноморье Османская империя вступила в конфликт с сефевидским Ираном за контроль над Кавказом и к XVI веку смогла распространить свою гегемонию на эти земли (Стамбульский мирный договор (1590)). Одним из эпизодов этого конфликта стала Битва за Шемаху (1578)

## Новое время
В новое время практически вся территория Кавказа вошла в состав Российской империи.
Уже в XVI веке русские совершили ряд походов на Кавказ (Черемисинова и Хворостина). Однако разгром русской армии в Дагестане в 1605 году почти на 120 лет затормозил экспансию России на Кавказ. Тем не менее на берегах реки Терек образовались русские поселения, которые переняли некоторые элементы кавказского быта.
В XVII веке Русское царство содействовало миграции буддийских калмыков, которые потеснили из степей Северного Кавказа кочевавших здесь мусульман ногайцев. В 1644 году местное горское ополчение разгромило вторгшуюся в Кабарду калмыцкую армию.
В 1735 году была основана русская крепость Кизляр, в 1763 году — Моздок, в 1784 году — Владикавказ, а в 1793 году — Екатеринодар. В 1785 году образовалось Кавказское наместничество (позже переименованное в Кавказский край). Частично этот процесс был мирным (Георгиевский трактат), частично сопровождался кровопролитными войнами (Кавказская война).
Экспансия России вызвала сопротивления Ирана, который издревле претендовал на эти земли. Однако в 1813 году Россия закрепила за собой часть территории современного Азербайджана (Гюлистанский мирный договор), а в 1828 году Восточную Армению (Эриванское и Нахичеванское ханства, по Туркманчайскому мирному договору). Опорой власти России на Кавказе было местное христианское население: осетины, грузины и армяне. Центром российского Кавказа стал Тифлис.
В 1847 году в районе Баку была пробурена первая нефтяная скважина, а в 1865 году начато строительство Закавказской железной дороги.

## Современность
После распада Российской империи на Кавказе появился ряд государственных образований (Грузия, Армения, Азербайджан и Кубань), поддержанных Великобританией и Турцией, но впоследствии некоторые из них были инкорпорированы в состав СССР как союзные республики (Грузинская ССР, Азербайджанская ССР и Армянская ССР). С 1922 по 1936 год в рамках СССР существовала Закавказская федерация
В годы Второй мировой войны гитлеровская Германия намеревалась захватить Кавказ и учредить на его территории одноимённый рейхскомиссариат. В 1942—1943 гг. развернулась Битва за Кавказ, когда немецким войскам удалось захватить практически весь Северный Кавказ и водрузить нацистский флаг над Эльбрусом. Однако поражение под Сталинградом вынудило Германию оставить занятые позиции.
В 1978 году была введена в эксплуатацию Ингури ГЭС.
После распада СССР в 1991 году на южном Кавказе появились три республики: Грузия, Армения и Азербайджан. Однако острые межэтнические конфликты привели к появлению ряда территорий с неопределённым статусом: Абхазия, Южная Осетия, Нагорный Карабах и Чечня. В ходе Второй чеченской войны Россия сумела восстановить контроль над Чечнёй.

## Известные представители
Советское руководство (Иосиф Джугашвили, Лаврентий Берия, Анастас Микоян, Серго Орджоникидзе, Ази Асланов, Нариман Нариманов, Гейдар Алиев, Иван Баграмян, Эдуард Шеварднадзе), Александр Дзасохов); космонавты (Муса Манаров); деятели культуры (писатель Фазиль Искандер, Расул Гамзатов, певцы Вахтанг Кикабидзе, Нани Брегвадзе и Муслим Магомаев, Хибла Герзмава, Тамара Гвердцители,  дирижёры Вероника Дударова, Валерий Гергиев, хореограф Махмуд Эсамбаев, балерина Светлана Адырхаева, актёры Фрунзик Мкртчян, Лия Ахеджакова, Кахи Кавсадзе, Баадур Цуладзе, Татьяна Бестаева, Вадим Бероев, Егор Бероев, режиссёр Георгий Данелия); композиторы (Арам Хачатурян), Арно Бабаджанян),